# Nøvling IF
Nøvling IF er en håndboldklub  i det sydøstlige Aalborg. Klubben er stiftet d. 18. marts 1939 og er i dag den største håndboldforening i JHF, kreds 1 med ca. 570 aktive medlemmer som fordeler sig på ca. 430 ungdomsspillere og ca. 140 seniorspillere. Klubben blev i 2020 kåret til årets håndboldforening af DHF.
Klubben spiller i Gistruphallen og Klaruphallen. Deres bedste herrehold spiller i 2. division (sæson 2021/22), mens deres bedste damehold spiller i 3. division i sæsonen 2021/22. Nøvling IF samarbejder på ungdomssiden med henholdsvis Aalborg Håndbold for drengene og Elitehåndbold Aalborg for pigerne og har selv en masse  ungdomshold og seniorhold.
Nøvling IF udmærker sig ved at arrangere en stor ungdomsturnering hvert år i foråret for U9 til og med U17 over 3 dage.